# Firesteel River (Seine River)
Der Firesteel River ist ein rechter Nebenfluss des Seine River im Thunder Bay District im Südwesten der kanadischen Provinz Ontario.
Der Firesteel River hat seinen Ursprung im Trap Lake. Er fließt anfangs in südsüdwestlicher Richtung, wendet sich kurz nach Nordwesten, nimmt den North Firesteel River von rechts auf und fließt wieder nach Südsüdwest. Er nimmt später den East Firesteel River von links auf. 16 Kilometer westlich von Upsala überquert der Trans-Canada Highway (Ontario Highway 17) den Flusslauf. Wenig später mündet der Hay River von links in den Firesteel River. Der Firesteel River fließt nun in westlicher Richtung und trifft 35 km westlich von Upsala auf den Seine River. 
Der Firesteel River hat eine Länge von 55 km. Er weist dabei einen Höhenunterschied von 58 m auf. Gemessen von der Quelle des Zuflusses Firesteel River erreicht der Winnipeg River eine Gesamtlänge von 813 km.